# Oshakati
Oshakati er en by i den nordlige del af Namibia, med et indbyggertal (pr. 2003) på cirka 43.000. Byen er hovedstad i regionen Oshana.
17°46′S 15°42′Ø / 17.767°S 15.700°Ø